# NGC 55
NGC 55 (Caldwell 72) est une galaxie spirale magellanique vue par la tranche et située dans la constellation du Sculpteur. NGC 55 a été découverte par l'astronome écossais James Dunlop en 1826.

## Caractéristiques
Sa vitesse par rapport au fond diffus cosmologique est de −115 ± 17 km/s. On ne peut utiliser cette valeur pour calculer sa distance de Hubble, car elle s'approche de la Voie lactée. Cependant, d'autres méthodes permettent d'estimer sa distance à environ à environ 1,9 Mpc (∼6,2 millions d'al) du Système solaire.
La classe de luminosité de NGC 55 est V et elle présente une large raie HI. La luminosité de la NGC 55 dans l'infrarouge lointain (de 40 à 400 µm) est égale à 2,04 × 109 {\displaystyle L_{\odot }} (109,31{\displaystyle L_{\odot }}) et sa luminosité totale dans l'infrarouge (de 8 à 1 000 µm) est de 2,29 × 109 {\displaystyle L_{\odot }} (109,36{\displaystyle L_{\odot }}).
À ce jour, 31 mesures non basées sur le décalage vers le rouge (redshift) donnent une distance de 1,890 ± 0,489 Mpc (∼6,16 millions d'al).

## Groupe et galaxie proche
Il semble qu'elle forme avec la galaxie NGC 300, une paire gravitationnelle.
NGC 55 et la galaxie spirale NGC 300 étaient auparavant classées parmi les membres du groupe du Sculpteur. Toutefois, des mesures de distance indiquent que ces deux galaxies ne font pas partie de ce groupe mais qu'elles se situent en fait sur la même ligne de visée.

## Galerie

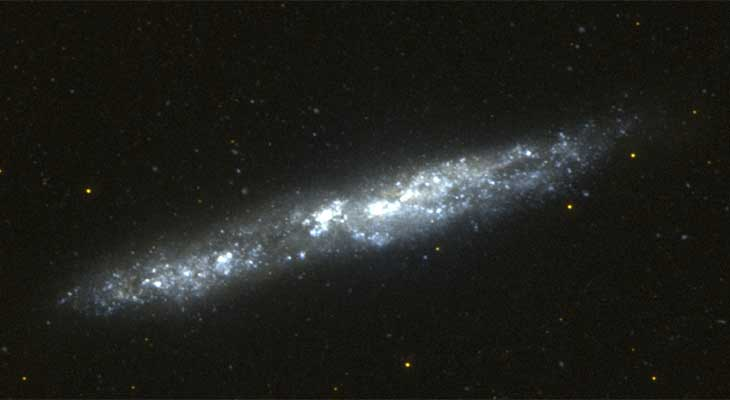
NGC 55 observé par GALEX dans l'ultraviolet.
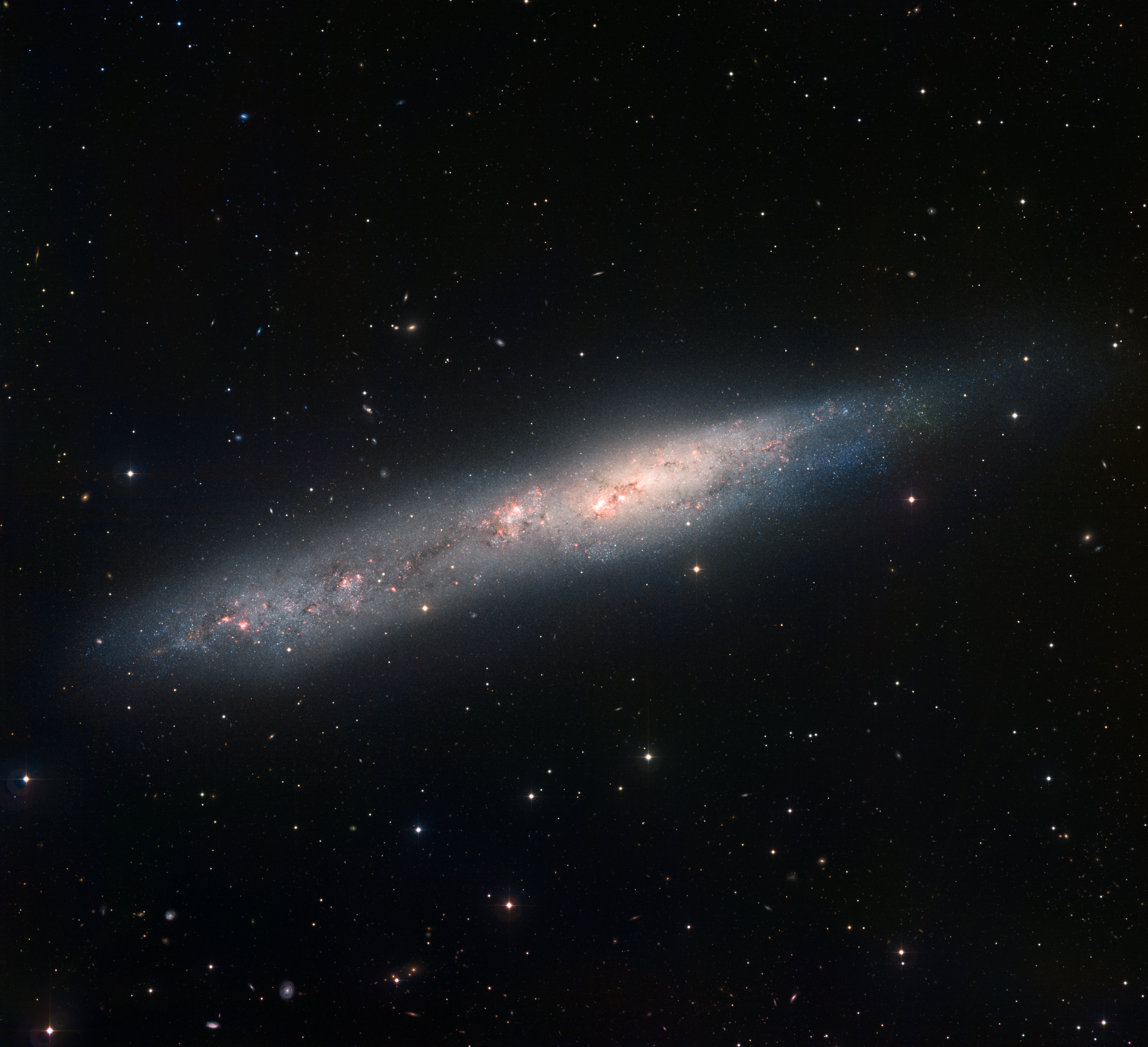
(Image créée par l'ESO)